# Arth
Arth is een gemeente en plaats in het Zwitserse kanton Schwyz, maakt deel uit van het district Schwyz aan de voet van de Rigi en is het startpunt van het traject Arth-Rigi-Bahn.
Arth telt 11.062 inwoners.